# Altamont (New York)
Pour les articles homonymes, voir Altamont (homonymie).
Altamont est un village situé au nord du comté d'Albany, dans l' État de New York, aux États-Unis,. En 2020, elle comptait une population de 1 675 habitants. La municipalité est fondée dans les années 1790 et incorporée en 1890.

## Démographie
Lors du recensement de 2020, la localité comptait une population de 1 675 habitants.